# Tranvia Cremona-Lugagnano
La tranvia Cremona-Lugagnano era una linea tranviaria interurbana a vapore che collegò le città di Cremona e Lugagnano Val d'Arda dal 1900 al 1923.

## Storia
Le origini della tranvia risalgono al 1892, quando viene costituita la Compagnie du Tramway à Vapeur de la Province de Plaisance (TPP) (CTVPP, nota anche come "la francese") per la costruzione e l'esercizio delle tranvie Piacenza-Pianello-Nibbiano, Piacenza-Castell'Arquato e Cremona-Lugagnano.
Nel novembre 1899 fu posta a Cortemaggiore la prima rotaia della Cremona-Lugagnano, alla presenza delle autorità locali. I lavori si conclusero nel luglio 1900, con l'allacciamento alla tranvia Piacenza-Cremona presso la stazione del Cristo; la linea fu aperta al traffico fino a Castell'Arquato il successivo 27 agosto, senza festeggiamenti a causa del regicidio di Umberto I di Savoia. Con l'apertura della linea si verificarono screzi tra la TPP e la concessionaria della Piacenza-Cremona, la britannica The Piacenza Bettola and Cremona Tramway Company Limited (TPBC), in quanto quest'ultima rifiutava alla TPP l'utilizzo del tratto bivio Cristo-Cremona: tali screzi furono risolti con un accordo in base al quale le due società avrebbero condiviso il tratto.
Il 18 luglio 1902 fu aperto il tratto tra Castell'Arquato e Lugagnano.
La linea seguì le vicende della concessionaria: nel 1900 la maggioranza delle quote della CTVPP fu rilevata dalla Società Nazionale Ferrovie e Tramvie (SNFT) che ne trasferì la sede a Roma. Tre anni dopo la società spostò la sede sociale a Piacenza, prodromo ad una serie di modifiche allo statuto che portarono, nel 1904, a cambiare il nome in Società di strade ferrate e tramvie nella provincia di Piacenza ed in altre provincie d'Italia. Nel 1906 la ragione sociale mutò in Società Italiana Ferrovie e Tramvie (SIFT), la quale rilevò due anni dopo le concessioni delle tranvie Piacenza-Bettola, Grazzano-Rivergaro e Piacenza-Cremona dalla TPBC, che nel frattempo si era posta in liquidazione.
La situazione finanziaria della SIFT nel giro di alcuni anni peggiorò notevolmente a causa della costruzione delle ferrovie Cremona-Borgo San Donnino e Borgo San Donnino-Fornovo: gli ingenti capitali investiti nella realizzazione delle due linee, poi riscattate dallo Stato, portarono la società nel 1921 a fare richiesta di concordato preventivo. Alle difficoltà finanziarie si unì l'insoddisfazione da parte dell'utenza per il servizio: in particolare, sulla Cremona-Lugagnano, enti pubblici e privati si lamentavano per i ritardi causati dalla necessità di garantire il servizio postale a Fiorenzuola con la ferrovia Milano-Bologna, che causava ritardi e mancate coincidenze con la Piacenza-Cremona al bivio Cristo. Tali difficoltà finanziarie portarono a chiudere la tranvia il 1º ottobre 1923.
Con regio decreto 28 febbraio 1930, n. 253 lo Stato concesse alla SIFT la costruzione e l'esercizio di una ferrovia elettrica tra Piacenza, Carpaneto e Lugagnano con diramazione Lusurasco-Fiorenzuola; la crisi economica generale e il diffondersi dei trasporti su gomma non rese possibile il realizzarsi del progetto. La concessione fu comunque revocata formalmente con regio decreto 3 marzo 1938, n. 259.

## Caratteristiche
|  | Unknown route-map component "CONTgq" | Station on transverse track | Unknown route-map component "CONTfq" |  |

| Unknown route-map component "uexKBHFa" |

|  | Unknown route-map component "uexKBHFa" | Unused straight waterway |  |  |

| Unknown route-map component "uexCONTgq" | Unknown route-map component "uexABZqr" | Unknown route-map component "uexABZg+r" |  |  |

| Unknown route-map component "uexBHF" |

| Unknown route-map component "uexHST" |

| Unknown route-map component "uexBHF" |

| Unknown route-map component "uexHST" |

| Unknown route-map component "uexhKRZWae" |

| Unknown route-map component "uexBHF" |

| Unknown route-map component "uexBHF" |

|  | Unknown route-map component "CONTgq" | Unknown route-map component "uxmKRZ" | Unknown route-map component "CONTfq" |  |

| Unknown route-map component "uexHST" |

| Unknown route-map component "uexBHF" |

| Unknown route-map component "uexBHF" |

|  | Unknown route-map component "uexCONTgq" | Unknown route-map component "uexABZgr" |  |  |

| Unknown route-map component "uexBHF" |

| Unknown route-map component "uexBHF" |

| Unknown route-map component "uexBHF" |

| Unknown route-map component "uexBHF" |

| Unknown route-map component "uexBHF" |

| Unknown route-map component "uexBHF" |

| Unknown route-map component "uexBHF" |

| Unknown route-map component "uexHST" |

| Unknown route-map component "uexBHF" |

| Unknown route-map component "uexBHF" |

| Unknown route-map component "uexBHF" |

| Unknown route-map component "uexBHF" |

| Unknown route-map component "uexBHF" |

| Unknown route-map component "uexHST" |

| Unknown route-map component "uexBHF" |

| Unknown route-map component "CONTgq" | Unknown route-map component "uxmKRZ" | Unknown route-map component "CONTfq" |

| Unknown route-map component "uexHST" |

| Unknown route-map component "uexBHF" |

| Unknown route-map component "uexhKRZWae" |

| Unknown route-map component "uexBHF" |

| Unknown route-map component "uexBHF" |

| Unknown route-map component "uexBHF" |

| Unknown route-map component "uexBHF" |

| Unknown route-map component "uexBHF" |

| Unknown route-map component "uexBHF" |

| Unknown route-map component "uexhKRZWae" |

|  | Unknown route-map component "uexCONTgq" | Unknown route-map component "uexABZg+r" |  |  |

| Unknown route-map component "uexBHF" |

| Unknown route-map component "uexBHF" |

| Unknown route-map component "uexBHF" |

| Unknown route-map component "uexHST" |

| Unknown route-map component "uexBHF" |

| Unknown route-map component "uexKDSTe" |

La linea tranviaria era a binario singolo a scartamento ordinario di 1445 mm. Si sviluppava per 45,042 km, dei quali 9,402 in comune con la Piacenza-Cremona. Il raggio di curvatura era di 50 m, la pendenza massima del 28 per mille. I tram potevano toccare una velocità massima di 18 km/h.

### Percorso
Il capolinea cremonese sorgeva in via Dante nell'area dell'ex ortaglia Pallavicino, nei pressi della stazione ferroviaria. Nelle vicinanze sorgeva anche la stazione della rete tranviaria provinciale cremonese, con la quale lo scalo era raccordato sin dal 1899 per permettere il trasporto cumulativo delle merci. Percorreva quindi la tratta in comune con la tranvia per Piacenza, attraversando il fiume Po, sino al bivio Cristo, località da cui si diramava la linea per Lugagnano e nella quale fu realizzata una rimessa per le locomotive.
Superato il bivio si toccavano le località di San Pietro in Corte, San Pedretto, Stradone San Giuliano, Villa Diversi, Fienili, Secca, Polignano, Colombara, San Pietro in Cerro. Da San Pietro in Cerro la linea, percorrendo un lungo rettilineo, proseguiva per Bagarotto, Paullo e Dolzana, attraversava la via Emilia e la ferrovia Milano-Bologna raggiungendo Fiorenzuola d'Arda.
Attraversato il fiume Arda la linea si manteneva sulla sua sponda destra, passando per Vignola, Lusurasco, I Filagnoni, Cinta Anguissola, San Lorenzo e Crocetta; superando nuovamente l'Arda si giungeva a Castell'Arquato, località che dal 1902 fu raggiunta dalla tranvia proveniente da Piacenza e Carpaneto.
Da Castell'Arquato si risaliva la Val d'Arda sino a Lugagnano Val d'Arda, capolinea del servizio passeggeri.
La linea proseguiva sino alle cave di Mocomero con un lungo raccordo percorso esclusivamente da treni merci e da convogli riservati al personale delle cave.

## Materiale rotabile
Sulla tranvia prestarono servizio locomotive a vapore cabinate di tipo tranviario, per la maggior parte bidirezionali.
A partire dal 1908, con l'assorbimento della TPBC da parte della SIFT, il materiale rotabile fu utilizzato indifferentemente su tutte le linee aziendali: il parco rotabili SIFT consisteva di 37 locomotive, 68 carrozze passeggeri e 337 carri merci, di cui 73 di proprietà di varie società.

## Traffico
La tranvia era impiegata da tre coppie di corse di treni misti. Alcune di queste collegavano direttamente i due capolinea, mentre in altre era richiesto il trasbordo presso il bivio Cristo, in coincidenza con i tram della Piacenza-Cremona, oppure presso Castell'Arquato, con quelli della Piacenza-Lugagnano.